# Christine Reiler
Christine Reiler, née le 25 mars 1982 à Mödling, est une mannequin autrichien ayant été couronnée Miss Autriche en 2007.